# Hansreia affinis
Hansreia affinis – gatunek chrząszcza z rodziny poświętnikowatych i podrodziny Scarabaeinae. Endemit Amazonii.

## Taksonomia
Takson ten opisany został po raz pierwszy w 1801 roku przez Johana Christiana Fabriciusa pod nazwą Ateuchus affinis. W 1837 roku Pierre F.M.A. Dejean umieścił go w rodzaju Coprobius. W 1840 roku François Laporte de Castelnau przeniósł go do rodzaju Canthon. W 1977 roku wyznaczony został przez Gonzalo Halfftera i Antonia Martíneza gatunkiem typowym nowego rodzaju Hansreia.

## Morfologia
Chrząszcz o ciele długości od 8 do 9,2 mm. Głowa jest ciemnobrązowa z zielonkawo lub brązowawo połyskującą okolicą oczu. Przedplecze jest wysklepione, dwukrotnie szersze niż dłuższe, ciemnobrązowe, na dysku z żółtawym lub zielonkawym połyskiem. Krawędzie boczne między kątami bocznymi a tylnymi są w przybliżeniu proste. Pokrywy mają po dziewięć rzędów, z których siódmy i ósmy są na samym przedzie niewyraźne. Pygidium jest gęsto pokryte błyszczącymi, nieregularnymi mikroguzkami. Genitalia samca mają symetryczne, w widoku bocznym prostokątne paramery długości ⅔ fallobazy, na wierzchołku zaopatrzone w dłuższy niż szeroki, prawie prostokątny wyrostek; kąt wewnętrzny między brzegiem grzbietowym a szczytowym paramery jest prosty, zaś między szczytowym a brzusznym wynosi około 40°. Edeagus ma w endofallusie skleryt podkowiasty z silnie rozszerzonym na krawędzi wewnętrznej ramieniem krótszym, okrągły z wyraźnym płatkiem zewnętrznym skleryt peryferyjny prawy górny, nieregularnie ukształtowany skleryt peryferyjny frontolateralny oraz wydłużony kompleks sklerytów osiowych i podosiowych o lekko zwężonym na szczycie płatku bocznym długości 1/5 kompleksu.

## Ekologia i występowanie
Owady te zasiedla równikowe lasy deszczowe.
Gatunek neotropikalny, znany z wenezuelskiego stanu Bolívar, Gujany, Surinamu, Gujany Francuskiej i brazylijskiego stanu Amapá.